# Pissiga (Ziga)
Pour les articles homonymes, voir Pissiga.
Pissiga est une localité située dans le département de Ziga de la province du Sanmatenga dans la région Centre-Nord au Burkina Faso.

## Éducation et santé
Le centre de soins le plus proche de Pissiga est le centre de santé et de promotion sociale (CSPS) de Ziga tandis que le centre hospitalier régional (CHR) se trouve à Kaya.
Le village possède une école primaire publique.